# 司法正義 (英國電視劇)
司法正义（英語：Criminal Justice）是一部2008年开始播出的英国广播公司电视剧。编剧是Peter Moffat。每一季讲述一个人经历司法系统时的旅程，一季由5集组成，连续5晚在英國廣播公司第一台播出。
本节目赢得过英國學術電視獎最佳戏剧奖和最佳编剧奖，三次赢得皇家电视学会，一次赢得艾美奖。